# Рич, Даррелл
Даррелл Кит Рич (англ. Darrell Keith Rich; 14 февраля 1955, штат Калифорния — 15 марта 2000, тюрьма Сан-Квентин, Калифорния) — американский серийный убийца и насильник. В период с июня по август 1978 года Рич совершил нападение на девять женщин и девочек в районе города Реддинг (штат Калифорния), изнасиловав девять и убив четверых из них. Самой молодой жертве Даррелла Рича — Аннет Селикс — было всего лишь 11 лет. Всех своих жертв Даррелл Кит находил на одной из улиц Реддинга под названием «Hiltop Drive», благодаря чему известен под прозвищем «The Hiltop Rapist». Свою вину Даррел Кит полностью признал. Серия убийств вызвала моральную панику среди населения Реддинга, вследствие чего в городе был зарегистрирован колоссальный рост продаж оружия и дверных замков, а уровень доверия женщин и девушек по отношению к незнакомцам резко снизился. 15 марта 2000 года он был казнён в смертной камере тюрьмы Сан-Квентин посредством смертельной инъекции.

## Биография
Даррел Кит Рич родился 14 февраля 1955 года на территории штата Калифорния. После рождения его биологические родители отказались от него и он вскоре был усыновлён Лилли Рич и её мужем, жителями города Реддинг, которые дали ему имя и свою фамилию. Согласно записям в его свидетельстве о рождении, биологическими родителями Даррела были потомки ирландцев и индейского народа Чероки. Детство и юность Даррелл провёл в городе Реддинг. Мать Даррелла зарабатывала на жизнь работой няней в семьях других детей, вследствие чего Даррелл испытывал недостаток внимания к себе со стороны матери и пребывал в состоянии стресса. Во время обучения в начальной школе из-за проблем с психическим здоровьем и неуспеваемостью, Рич был оставлен на второй год обучения в 1-м классе. Несмотря на это, в детстве он не был замечен в агрессивном поведении по отношению к другим детям и однажды рискуя собственной жизнью, спас тонущего сверстника из вод канала. Даррелл посещал школу «Anderson High School». В школьные годы Рич занимался спортом, имел атлетическое телосложение и пользовался популярностью у девушек, вследствие чего рано начал половую жизнь. В то же время в силу интровертности он имел проблемы с коммуникабельностью, был погружён в мир воображений и размышлений, вследствие чего имел мало друзей, знакомых и регулярно посещал школьного психолога, который рекомендовал его родителям отправить Даррелла в психиатрическую клинику для прохождения курса соответствующего лечения..
В 1970 году родители Даррелла Рича развелись, после чего его психическое состояние резко ухудшилось. Он начал страдать суицидальной идеацией, вследствие чего не пользовался популярностью среди сверстников и заработал среди них репутацию антисоциальной личности, страдающего психическим расстройством. После развода родителей, Рич несколько месяцев прожил вместе со своей матерью на территории Южной Калифорнии, но затем вернулся к отцу и новой мачехе, которые проживали на территории Северной Калифорнии. В этот период его школьная успеваемость резко ухудшилась. Он злоупотреблял прогулами и в одном случае был отстранён от занятий в школе на несколько дней за драку в школе с другими учениками. В 1972 году, будучи учеником 10-го класса Даррелл Рич из-за конфликта со своей девушкой совершил попытку самоубийства, выстрелив себе из пистолета в грудь. Он выжил, но после курса реабилитации начал злоупотреблять алкогольными напитками, бросил школу и начал вести маргинальный образ жизни. В конце 1972 года он выстрелил по полицейской машине, после чего был арестован. Во время допроса он заявил, что открыл огонь по полицейскому автомобилю рассчитывая на то, что офицер полиции ответным огнём его застрелит. Рич был направлен на судебно-медицинскую экспертизу, по результатам которой он был признан невменяемым, освобождён от уголовной ответственности и помещён в одну из психиатрических клиник города Реддинг, где в течение нескольких месяцев проходил соответствующий курс лечения. В середине 1973 года курс лечения был пройден и Рич оказался на свободе, но уже через несколько дней снова был арестован за вождение в нетрезвом виде, повлёкшее за собой дорожно-транспортное происшествие. Рич был осуждён и получил в качестве уголовного наказания несколько месяцев лишения свободы, которое он отбывал в окружной тюрьме. После освобождения, в 1974 году, в возрасте 19 лет Даррелл Рич совершил нападение на человека с применением монтировки. Услышав приближение полиции, он разбил кулаком лобовое стекло автомобиля жертвы и уехал. Он был арестован и впал в неистовство, после чего ему была оказана психиатрическая помощь. Рич был осуждён, но получил в качестве уголовного наказания снова незначительный срок лишения свободы, который отбывал в окружной тюрьме. В начале 1975 года Даррелл Рич вышел на свободу. Он вернулся домой к матери, женился на одной из своих подруг, которая вскоре родила ему сына. В течение следующих нескольких месяцев ему удавалось контролировать свои приступы гнева и агрессию, но в апреле 1976 года он попал в дорожно-транспортное происшествие, в ходе которого получил травмы лица. Ему потребовалось наложить множество швов на лицо, в результате чего появился серьёзный шрам поперек его нос и он впал в депрессию и начал проявлять агрессию по отношению к своей жене. В августе 1977 года после очередной ссоры и драки, жена Рича ушла от него и подала на развод.
После развода Рич стал проявлять агрессию по отношению к своим коллегам на рабочем месте и злоупотреблять прогулами, за что постоянно подвергался различным дисциплинарным взысканиям. В начале 1978 года он познакомился с Дарлин Мансингер, которая приехала в гости из другого штата. После знакомства между ними начались интимные отношения и девушка переехала жить к Ричу, однако вскоре между ними начались конфликты и ссоры, в результате чего Мансингер ушла от Рича, но вскоре по его просьбе вернулась к нему в апреле 1978 года. В конце июля 1978 года Дарлин Мансингер окончательно ушла от Даррелла Рича из-за проявления им девиантного поведения. Несмотря на это, большинство женщин, с которыми у Рича были романтические отношения, впоследствии вспоминали, что он вступал с ними в половую связь по взаимному согласию и не был сторонником всевозможных сексуальных девиаций, таких как содомия. Из-за отсутствия образования Рич был вынужден заниматься низкоквалифицированным трудом. На протяжении 1970-х он освоил несколько профессий в строительной сфере и на момент ареста в 1978 году работал плотником.

## Серия убийств и изнасилований
- 13 июля 1978 года Даррелл Рич напал на 25-летнюю девушку Донну У., которая шла по мосту в Реддинге. Во время нападения он столкнул её с крутого холма в кустарник, где подверг сексуальному насилию. Когда она отказалась от его требований об оральном сексе, он ударил её по голове камнем не менее 10 раз, в результате чего она получила черепно-мозговую травму. Её нашли у подножия холма 12 часов спустя. Девушке была оказана медицинская помощь и она сумела выжить[7][8].

- 19 июня 1978 года Рич напал на 21-летнюю девушку Робин Х., которая прогуливалась возле своего дома в Реддинге. Рич настойчиво предлагал девушке подвезти её, но она отказала ему, после чего почувствовав опасность бросилась бежать. Догнав девушку, Даррелл Рич схватил её, зажал рот и понёс к своей машине. Он отвёз её на окраину города, где изнасиловал и вынудил её заняться оральным сексом, после чего уехал, оставив её в живых, пригрозив ей расправой в случае если она обратится в полицию[7][8].
- 25 июня 1978 года Рич на территории Рединга совершил нападение на 14-летнюю девочку Лизу С., которая поздно вечером возвращалась домой вместе с другом. Подъехав к ним на своём автомобиле, он предложил подросткам подвезти их, на что они ответили согласием. 14-летняя Лиза первой забралась в автомобиль Рича, после чего он резко привёл автомобиль в движение, не дав забраться в автомобиль её другу. Рич отвез Лизу С. на окраину города, где в безлюдной местности изнасиловал девочку, в том числе в извращённой форме, после чего уехал, оставив её в живых[7][8].
- 4 июля 1978 года, незадолго до совершения убийства Аннетт Эдвардс, Даррелл Рич совершил нападение на 19-летнюю девушку по имени Марла Ю., которая прогуливалась по улице Хиллтоп Драйв в Реддинге. Остановив автомобиль позади идущей девушки, Рич вышел из машины, ударил её сзади по голове, после чего затащил в проулок, где в уединённом месте изнасиловал её. Несмотря на полученную черепно-мозговую травму, девушка осталась в живых[8][8].
- 9 июля 1978 года Даррелл Рич совершил нападение на 15-летнюю девушку Келли М., которая ехала на велосипеде. Рич вынудил её остановиться, после чего вылез из машины, схватил её за волосы, ударил в лицо и затащил в свою машину. Он отвез её в Коттонвуд, где заставил её заняться с ним оральным сексом и несколько раз изнасиловал её, в том числе в извращённой форме, после чего уехал, оставив её в живых на месте преступлений[7][8].
- Во время празднования Дня независимости США, 4 июля 1978 года 23-летний Даррелл Рич совершил свое первое убийство. Его жертвой стала 19-летняя Аннет Фэй Эдвардс, которая направлялась в часть города, где должны были состояться праздничные мероприятия. Эдвардс добровольно села в автомобиль Рича, согласившись на предложение её подвезти, после чего он отвёз её на окраину города, где совершил на неё нападение, в ходе которого избил и изнасиловал её. После этого он столкнул девушку со склона холма вниз, вследствие чего падая Аннетт Эвардс получила многочисленные травмы и ушибы. Спустившись вниз, Рич оттащил раненую девушку в заросли кустарника, где убил её, нанеся ей несколько ударов по голове камнем большого размера. Её тело было обнаружено три дня спустя водителем автомобиля, который искал в зарослях кустарниках свою потерянную шину. Она лежала на спине с раздвинутыми ногами, её трусики были спущены ниже колен, а майка натянута выше груди. Судебно-медицинский эксперт, проводивший вскрытие, заявил, что причиной смерти девушки стал перелом основания черепа[8].
- Второе убийство Даррелл Рич совершил 13 августа 1978 года. Рич совершил нападение на 11-летнюю Аннетт Селикс, которая направлялась в магазин, расположенный недалеко от её дома в Коттонвуде. Рич был знаком с девочкой. так как ранее работал на её мать. Заманив девочку в свой автомобиль, Рич отвез её на окраину города, где избил и подверг сексуальному насилию. После этого Рич сбросил тело девочки с моста, высотой более 30 метров на землю. Получив множество травм и ушибов, Аннет Селикс при падении не погибла. Она оставалась ещё некоторое время в сознании и сумела проползти несколько метров, прежде чем умереть от последствий и осложнений травм[3][9].
- Следующей жертвой Рича стала 17-летняя Патрисия Энн Мур. Девушка проживала с приемными родителями в городе Петалума и вела маргинальный образ жизни. По словам её приемных родителей, 8 июля 1978 года она собрала вещи в сумку и сбежала из дома. Полиция в ходе расследования установила, что после того как Мур покинула Петалуму, она несколько недель проживала в городе Рино (штат Невада) вместе с подругой, которая работала в одном из ночных клубов под названием «Harolds Club», после чего вернулась на территорию штата Калифорния где начала вести бродяжнический образ жизни. Тело девушки он сбросил в одной из канав на территории города Коттонвуд[10][11].
- Последней жертвой Рича стала 27-летняя Линда Славик. Женщина была замужем, имела 9-летнего сына и не была замечена в ведении маргинального образа жизни. В последний раз она была замечена живой, когда со своей подругой направлялась в бар под названием «Chico» на территории Рединга. На допросе Рич заявил, что после того как ему удалось заманить Линду Славик в свой автомобиль, он отвез её к месту, где ранее сбросил труп убитой им Патрисии Мур. Угрожая ей пистолетом, Рич избил и изнасиловал женщину, после чего подверг её истязаниям. По свидетельствам Рича, он отвел жертву к месту расположения трупа Патрисии Мур и вынудил её смотреть на труп, после чего заставил её сесть на колени, ввел ей в рот ствол пистолета и вынуждал в течение продолжительного времени молить о пощаде, после чего убил, дважды выстрелив ей в рот. Тело Линды Славик Даррелл Рич сбросил в канаве, на расстоянии 10 метров от того места, где находился труп Патрисии Мур[12][13].

## Арест
Даррелл Рич попал в число подозреваемых 20 августа 1978 года после того как сообщил одному из своих друзей о том, что нашёл труп убитой девушки, которая являлась его же собственной жертвой. После того как Рич и его друг обратились в полицию, сотрудники правоохранительных органов допросили их и обыскали территорию канавы, где на расстоянии 10 метров от местонахождения трупа первой обнаруженной жертвы — был найден труп второй убитой женщины. Рич пытался направить расследование по ложному следу, но это ему не удалось. Во время допроса он не смог доказать свое алиби на даты исчезновения девушек и начал давать не совсем достоверные показания. Тем не менее из-за отсутствия доказательств его причастности он был отпущен на свободу, но за ним было установлено полицейское наблюдение. В течение трех последующих дней Рич начал демонстрировать признаки психическое расстройства и девиантное поведение..
Подозрения в адрес усилились после того, как один из его знакомых сообщил полиции, что Рич в начале августа 1978 года заявил ему, что «убив однажды, ты всегда сможешь убить снова». Другой знакомый Рича и его жена в свою очередь заявили полиции, что Даррелл Рич признался им в том, что убил несколько женщин и девушек на территории округа Шаста, получив за каждое убийство материальное вознаграждение в размере 7000 долларов от членов банды мотоциклистов «Ангелы ада». 23 августа он был арестован на территории Реддинга в одной из таверн после того, как полиция заподозрила его в попытке покинуть территорию штата Калифорния. Во время повторного допроса ему было предложено пройти проверку на полиграфе, на что он ответил согласием. После того как результаты тестирования были признаны неубедительными, под давлением улик и вещественных доказательств и показаний его знакомых Рич признал свою вину в совершенных убийствах и изнасилованиях, после чего ему были предъявлены обвинения в совершении убийств Патрисии Мур и Линды Славик, чьи личности были установлены на основании результатов судебно-медицинской экспертизы, в ходе которой было проведено сравнение рентгеновских снимков челюстей девушек и челюстей обнаруженных трупов. В ходе обыска его дома Рич добровольно показал представителям правоохранительных органов пистолет, из которого им была убита Линда Славик. Впоследствии криминалистическая экспертиза установила, что женщина действительно была застрелена из пистолета, принадлежавшего Ричу
На теле 11-летней Аннетт Селикс были обнаружены следы укуса зубами. В ходе криминалистической экспертизы, зубной техник при помощи гипса и полимерных слепочных масс взял у Даррелла Рича слепок зубов, после чего был сделан слепок зубов с участка кожи Аннет Селикс. В результате сравнения слепков, следователи пришли к заключению, что следы укуса на теле девочки были оставлены зубами Даррелла Рича, после чего ему было предъявлено обвинение в совершении её убийства.
Даррелл Рич не смог дать рационального объяснения своим действиям. Он настаивал на том, что сексуальное влечение не являлось основным мотивом совершения убийств и изнасилований, а его жертвы были убиты случайным образом, так как оказались не в то время и не в том месте.

## Суд
После ареста адвокаты настаивали на том, что Рич во время совершения преступлений находился в состоянии невменяемости и не подлежит уголовной ответственности. По ходатайству адвокатов, в 1979 году Даррелл Рич был направлен на проведение судебно-медицинской экспертизы, по результатам которой он был признан вменяемым и отдающим себе полный отчет в своих действиях. Незадолго до начала судебного процесса, адвокаты Рича подали ходатайство о переносе места проведения суда из округа Шаста, так как по их доводам Даррелл Рич из-за досудебной огласки не может получить справедливого суда. Ходатайство было удовлетоврено и судебный процесс над Ричем состоялся на территории округа Йоло. 16 декабря 1980 года вердиктом жюри присяжных заседателей Даррелл Рич был признан виновным в совершении 4 убийств и 5 изнасилований, после чего суд 23 января 1981 года приговорил его к смертной казни за совершение убийств Линды Славик и 11-летней Аннет Селикс. За совершение убийств Патрисии Мур и Аннетт Эдвардс, суд назначил Ричу уголовное наказание в виде пожизненного лишения свободы без права на условно-досрочное освобождение. За совершение нападений и изнасилований 5 других женщин, Даррелл Рич был дополнительно приговорен к 1454 годам тюремного заключения. Во время суда он женился на 25-летней Лореттой Соммерс, с которой познакомился ещё до ареста. Во время вынесения приговора Рич и как его мать сохранял полное хладнокровие и не выразил никаких эмоций.

## В заключении
Все последующие годы жизни Даррелл Рич провел в камере смертников тюрьмы Сан-Квентин. Все 19 лет своей жизни в тюрьме он находился в отдельной камере шириной 1.2 метра и длиной 2.7 метров с туалетом, раковиной и телевизором. Душ находился в коридоре. Как и у всех приговорённых к смерти, жизнь Рича регулировалась графиком: с 8 утра до 13 часов дня он мог свободно выходить из камеры и отправляться в Ярд номер 4, в один из шести ярдов для заключённых-смертников в Восточном блоке тюрьмы, где он мог тренироваться, играть в различные настольные игры или просто общаться с другими заключёнными. Ярд номер 4 был зарезервирован для самых низких исходя из неофициальной иерархии смертников: убийц детей и насильников. Они были размещены совместно, чтобы защитить их от других заключённых. Ярд имел тренажёрную площадку, баскетбольное кольцо и квадратный стол из нержавеющей стали с металлическими сидениями. За годы тюремного заключения у Рича не сложились дружеские отношения с другими осужденными, которые избегали с ним общения из-за характера его преступлений и пребывали с ним в состоянии конфликта. В течение 19 лет Рич дважды подавал апелляции на отмену смертной казни и назначение ему нового судебного разбирательства, но они были отклонены в 1988-м и 1999-м годах. В середине 1990-х Даррелл Рич обращался к Губернатору штата Калифорния Грею Дэвису с просьбой о помиловании, но губернатор ему отказал, назвав в одном из своих интервью Рича — «безжалостным хищником, который терроризировал весь округ Шаста летом 1978 года».
.

## Казнь
Даррелл Рич был казнен посредством смертельной инъекции 15 марта 2000 года. Он стал восьмым человеком, казненным на территории штата Калифорния с момента возобновления применения смертной казни в качестве уголовного наказания в штате в 1977 году. Рич был казнен в присутствии нескольких десятков свидетелей, среди которых находились несколько его выживших жертв и родственники убитых мертвых. Также в комнате для свидетелей казни присутствовали четыре адвоката Даррела Рича и ряд его духовных наставников.
Перед казнью Рич в качестве последнего ужина выбрал себе весьма необычный набор продуктов. Он попросил всего лишь спортивный напиток, говяжий бульон и сок папайи. Большую часть своего последнего дня жизни он провел с членами своей команды адвокатов и несколькими родственниками. Так как среди предков Рича были представители индейского народа Чероки, за годы заключения в камере смертников, Даррелл Рич стал последователем ряда религиозных учений индейского народа и взял себе имя «молодой лось» (англ. «young elk»). Незадолго до казни он обратился к администрации тюрьмы Сан-Квентин с просьбой провести перед исполнением смертного приговора религиозный обряд в соответствии с традициями народа Чероки, но получил отказ, после чего обратился к своим адвокатам, которые в короткий срок составили иск и обратились с ним в суд, заявив что администрация тюрьмы Сан-Квентин попирает его религиозные права. Однако суд отклонил иск, так как администрация тюрьмы предоставила суду данные о том, что в религиозном обряде применяется колюще-режущие предметы, в том числе грабли, лопата и камни, что представляло угрозы для безопасности сотрудников учреждения и участников обряда и противоречило правилам и положениям, регламентирующих права осужденных..
После этого Рич обратился к Президенту США Биллу Клинтону с просьбой разрешить ему проведение обряда перед смертью и внести поправки в уголовно-процессуальный кодекс на законодательном уровне, но просьба осталась без ответа. Адвокаты Даррелла Рича пытались оспорить решение суда об отклонении иска через Апелляционный суд 9-го округа, однако ознакомившись с документом, Апелляционный суд отказал им в удовлетворении апелляции. В марте 2000 года Рич совместно с своими адвокатами обратились в Верховный Суд США, требуя признать решение администрации тюрьмы об отказе проведения религиозного обряда незаконным, однако 14 марта, за день до даты исполнения смертного приговора, Верховный Суд отказал им. После этого Рич с согласия администрации тюрьмы провел ритуальную церемонию по духовному очищения согласно традициям индейцев Чероки, которая была признана безопасной. В церемонии принимали участие два его духовных наставников и его сын. В день казни, за пределами тюрьмы около 750 протестующих против смерти организовали пикет, во время которого представители индейского племени чероки по просьбе Рича провели религиозный обряд с использованием барабанов и распевали индейские духовные песни. На тот момент в камере смертников тюрьмы Сан-Квентин ожидали исполнения смертных приговоров 553 человека, менее двух десятков которых провели там больше времени, чем Даррелл Рич.
В качестве последнего слова Даррелл Кит перед казнью произнес «Мир». В своём последнем слове, данном надзирателям за один час до казни, Рич сообщил, что испытывает угрызения совести за свои преступления и раскаивается в содеянном. После казни два брата одной из его жертв Линды Славик раскритиковали судебную систему и систему исполнения наказаний штата Калифорния обвинив их чиновников в некомпетентности, заявив что Рич пробыл 19 лет в камере смертников в ожидании казни благодаря многолетним рассмотрениям его апелляций. Представители судебной системы впоследствии вынужденно признали этот факт, заявив что в 2000 году после казни Даррелла Рича штат не планирует кого-либо казнить по причине изучения и рассмотрения многочисленных апелляций, поданных от имени 553 осужденных, ожидающих смертной казни в тюрьме Сан-Квентин, отметив что первая апелляция Даррелла Рича рассматривалась также несколько лет и была отклонена лишь в 1988 году, спустя 7 лет после его осуждения.
Перед казнью стало известно, что Даррелл Рич планировал быть похороненным на кладбище «Cottonwood Cemetery» в городе Коттонвуд на расстоянии всего лишь 30 метров от места захоронения одной из его жертв — 11-летней Аннет Селикс. Родители убитой девочки, возмущенные этим событием обратились к руководству кладбища с требованием отказать членам семьи Рича в предоставлении места для захоронения его тела, однако руководство кладбища отказало родителям Аннет Селикс, заявив что мать Даррела Рича — Лилли Рич, которая умерла в 1998 году, купила участок кладбища с целю похорон членов семьи ещё в конце 1980-х годов, вследствие чего члены её семьи имеют полное право похоронить Рича рядом с матерью. После того как эта новость вызвала общественныйй резонанс и негодование общественности, Даррелл Рич из-за уважения к памяти Аннетт Селикс отказался от своих планов. Родственники Даррелла Рича заявили о том, что тело Рича после казни будет кремировано, а его прах будет развеян в области залива Сан-Квентин недалеко от тюрьмы Сан-Квентин, однако представители администрации тюрьмы после его смерти это не подтвердили. Через несколько дней после казни Даррелла Рича, Руководство кладбища «Cottonwood Cemetery» заявило СМИ о том, что незадолго до исполнения смертного приговора, родственники Рич по его просьбе эксгумировали тело его матери и тайно перезахоронили его на другом кладбище округа Шаста, где впоследствии тайно также был похоронен и он.